# Pterorthochaetes mallicoloi
Pterorthochaetes mallicoloi là một loài bọ cánh cứng trong họ Hybosoridae. Loài này được Paulian miêu tả khoa học năm 1968.